# Lqliâa
Lqliâa (arabiska: القليعة) är en stad i Marocko. Den ligger i prefekturen Inezgane-Aït Melloul och regionen Souss-Massa, 500 km sydväst om huvudstaden Rabat. Antalet invånare var 83 235 vid folkräkningen 2014.